# Adi Bulsara
Ardeshir "Adi" Ratan Bulsara (Bombay, 15 de mayo de 1951) es un científico indio-estadounidense especializado en el área de dinámica no lineal.

## Biografía
Obtuvo una licenciatura en física y matemáticas por la Universidad de Bombay en 1970, posteriormente obtuvo una maestría en física por la Universidad de Stony Brook en 1973 y un doctorado en física por la Universidad de Texas en Austin en 1978.
Está especializado en las aplicaciones de la dinámica no lineal en sistemas ruidosos, con especial atención a la detección no lineal, los sensores biomiméticos, la resonancia estocástica, el comportamiento cooperativo mediado por el ruido en conjuntos de sensores y la captación de energía no lineal. En particular, es reconocido como uno de los principales investigadores sobre el efecto de resonancia estocástica y sus ramificaciones en sistemas dinámicos acoplados, incluida la física del procesamiento de la información en redes de neuronas sensoriales.
En 1991, fue el primero (junto con A. Longtin y F. Moss) en relacionar el histograma de intervalos entre espigas (calculado mediante experimentos biológicos) con las simetrías inherentes a los sistemas de dos estados.
En 2004, fue elegido miembro de la Sociedad Estadounidense de Física (APS) por "desarrollar la mecánica estadística de osciladores dinámicos no lineales ruidosos, especialmente en la teoría, aplicación y tecnología de detectores de resonancia estocástica". La Conferencia Internacional sobre Dinámica No Lineal Aplicada (ICAND) de 2007, celebrada en Kauai, Hawaii, fue un festschrift celebrado en honor a su 55 cumpleaños.

## Publicaciones
- S. Baglio and A. Bulsara, (editors) Device Applications of Nonlinear Dynamics, Springer-Verlag, Berlin, 2006, ISBN 3-540-33877-2
- A. Bulsara, Noise and Chaos in the RF SQUID, Office of Naval Research, 1992, ASIN B0006R2M5I
- A. Bulsara, Coupled Neural-Dendritic Processes: Cooperative Stochastic Effects and the Analysis of Spike Trains, Office of Naval Research, 1994, ASIN B0006R2O9C
- J. B. Kadtke and A. Bulsara, (editors) Applied Nonlinear Dynamics and Stochastic Systems Near the Millen[n]ium, 411, San Diego, CA, American Institute of Physics, Woodbury, N.Y., 1997, ISBN 1563967367